# Liebelei (1933)
Liebelei ist eine deutsche Verfilmung des gleichnamigen Schauspiels von Arthur Schnitzler. Regie führte Max Ophüls. Die Hauptrollen sind neben Paul Hörbiger, Magda Schneider und Luise Ullrich mit Gustaf Gründgens, Olga Tschechowa, Willy Eichberger und Wolfgang Liebeneiner besetzt.
Der Film wurde am 24. Februar 1933 in Wien uraufgeführt.

## Handlung
Leutnant Fritz Lobheimer hat ein Verhältnis mit der Baronin Eggersdorf. Als er nach einem Opernbesuch das Mädchen Christine, die Tochter eines Kammermusikers, kennenlernt, ist es um ihn geschehen. Beide jungen Leute verlieben sich rasch ineinander. Doch wie ein Schatten legt sich über Lobheimer seine Vergangenheit, mit der er nicht aufzuräumen imstande ist: Die Affäre mit der verheirateten Baronin.
Eines Tages entdeckt der Gatte der untreuen Baronin Beweise für ihre außereheliche Beziehung. Baron Eggersdorf ist ein Mann der starren Konventionen. Sein Rang und seine gesellschaftliche Herkunft rufen nach Genugtuung in Form einer förmlichen Satisfaktion und der Adelige fordert den jungen Leutnant Lobheimer zum Duell. Lobheimers bester Freund, Oberleutnant Theo Kaiser, versucht vergeblich, die Militärführung davon zu überzeugen, in dieser Angelegenheit zu intervenieren, ehe es zu spät ist. Lobheimer wird beim Duell tödlich getroffen. Der Baron, der seine Ehre wiederhergestellt sieht, verlässt die Lichtung als Sieger.
Verbittert über den völlig veralteten und ebenso sinnlosen Ehrenkodex, der seinen Freund das noch junge Leben gekostet hat, nimmt Oberleutnant Kaiser seinen Abschied von der Armee und kehrt ins Zivilleben zurück. Als Christine vom Tod ihres Geliebten erfährt, stürzt sie sich in tiefer Verzweiflung und unendlichem Schmerz aus dem Fenster in die Tiefe.

## Produktionsnotizen
Der Film entstand im Dezember 1932 und im Januar 1933. Die Produktionsleitung lag bei Fred Lyssa. Für die Filmbauten war Gabriel Pellon verantwortlich, für den Ton Hans Grimm. Die deutsche Erstaufführung von Liebelei fand am 10. März 1933 in Leipzig statt. Vorhergehende (Stummfilm-)Versionen entstanden 1913 in Dänemark und im Winter 1926/27 in Deutschland.
Entgegen dem Wunsch der Produktionsfirma Elite Tonfilm verpflichtete Ophüls für die Hauptrollen nur wenig filmerfahrene Schauspielnovizen, darunter Magda Schneider, Luise Ullrich, Willy Eichberger und Wolfgang Liebeneiner. Lediglich Gustaf Gründgens in der Rolle des Baron Eggersdorf hatte sich seit seiner Hauptrolle in M – Eine Stadt sucht einen Mörder als neuer Kinostar bereits durchgesetzt. Für die vier zuvorgenannten Schauspieler erwies sich Liebelei als Startschuss für eine lang anhaltende Karriere.
An der Produktionsleitung war der ehemalige Stummfilmserienstar (Stuart Webbs-Detektivfilme) Ernst Reicher beteiligt, für den Liebelei der letzte deutsche Film werden sollte. Gleich darauf musste er emigrieren.
Die Aufführung des von einer Reihe von nachmaligen Emigranten mitgestalteten Films wurde nicht nur im Verlauf des Dritten Reichs von NS-Behörden verboten, sondern nach 1945 auch von den alliierten Militärbehörden in Deutschland. Ein Grund dafür dürfte die Präsentation der Ständegesellschaft im alten Österreich mit ihren Ehrenhändeln, Standesdünkeln und militärischen Habitus (beispielsweise Ehrenduelle) gewesen sein.

## Französische Version
Ophüls drehte von Liebelei noch im selben Jahr eine französische Fassung unter dem Titel Une histoire d’amour. Ralph Baum assistierte ihm. Mit Ausnahme von Paul Hörbiger, Luise Ullrich und Willy Eichberger spielten nahezu alle Liebelei-Hauptdarsteller auch in dieser Version ihre Rollen. Der alte Weyring wurde von Abel Tarride gespielt, Mizzi Schlager von Simone Héliard, Theo Kaiser von George Rigaud, Oberst Placzek von Georges Mauloy und der Concierge von André Dubosc. Für die Dialoge war André Doderet und für die Fotografie Ted Pahle verantwortlich. Die französische Version wurde erstmals am 9. Mai 1933 in Paris aufgeführt.

## Kritiken
Die Kritik fand für Ophüls’ wichtigsten (und letzten) Film vor seiner Emigration nach Frankreich durchgehend lobende Worte:
In Kay Wenigers „Es wird im Leben dir mehr genommen als gegeben …“ heißt es in der Biografie von Max Ophüls: „Ovationen erhielt er jedoch erst mit seiner letzten in Deutschland entstandenen Inszenierung, der kongenialen Verfilmung von Arthur Schnitzlers ‚Liebelei‘. Mit einem sicheren Instinkt für Atmosphäre und Stil ließ Ophüls das k.u.k.-Österreich … wiederauferstehen, eine Welt der in Konventionen erstarrten, staatstragenden Gesellschaftsschichten eines dem Untergang geweihten Systems und seiner Epoche mit ihren Standesdünkeln und Ehrenhändeln.“
In Buchers Enzyklopädie des Films ist zu Liebelei zu lesen: „Dieser Film ist neben ‚Die verkaufte Braut‘ (1932) Ophüls’ gelungenstes Werk vor seiner Emigration. In zahlreichen bemerkenswerten Passagen verrät der Film das außerordentliche Gefühl seines Regisseurs für Atmosphäre, die er fast ohne Dialoge, allein mit seinen Bildkompositionen und etwas Musik erzeugt. Eine nicht weniger große Meisterschaft bewies Ophüls in der Führung seiner Schauspieler.“
Der Autor und Kritiker Karlheinz Wendtland sprach von einem „großartige[n] Film mit leisen Tönen, zu dem das Verbot der Alliierten Militärregierung (1945) wenig [gepasst habe], zumal [der Film] vor dem Ersten Weltkrieg [spiele]“. Weiter hieß es: „Dieses Verbot ist  um so unverständlicher, weil der Autor und der Regisseur für die Nationalsozialisten aus rassischen Gründen nicht tragbar waren.“
Das Lexikon des Internationalen Films schrieb: „Ideal besetzte Rollen, virtuose Kameraarbeit, poetische Milieuzeichnung und das völlige Fehlen jeglicher Sentimentalität machen den Film zu einer Ausnahmeerscheinung in deutschen Kinos der dreißiger Jahre, die ihre jugendliche Frische über die Jahrzehnte bewahrt hat.“
In Reclams Filmführer kann man lesen: „Ophüls hat diese Vorlage leise und melancholisch inszeniert; wienerischer Charme paart sich mit Resignation. Alle lauten Effekte werden vermieden.“